# Magicienii din Waverly Place - Sezonul 3
Cel de-al treilea sezon din Magicienii din Waverly Place a fost difuzat pe Disney Channel Statele între 9 octombrie 2009 și 15 octombrie 2010. Cei trei frați ai familiei Russo, Alex, Justin și Max, continuă să fie în competiție pentru a alege magicianul familiei și întâlnesc mulți prieteni și inamici pe drumul lor. Maria Canals Barrera și David DeLuise îi joacă pe părinții copiilor, iar Jennifer Stone o întruchipează pe Harper Finkle, cea mai bună prietenă a lui Alex. Acesta este primul sezon al serialului care a fost difuzat în High Definition.

## Sinopsis
Justin este acum un magician absolvent și nu trebuie să mai ia parte la cursurile de pregătire a magiei ale lui Jerry împreună cu frații săi. Alex simte că trebuie să își îmbunătățească aptitudinile de magie cu puțin ajutor din partea lui Harper care se mută cu familia Russo în episodul Casa de păpuși. Justin își continuă relația cu fata vampir numită Julieta și Alex începe una nouă cu un adolescent nou-venit din Marea Britanie, numit Mason (Gregg Sulkin). Justin, fiind în clasa a 12-a, încearcă să facă un anumit număr de lucruri pentru a avea un ultim an de liceu de neuitat, cum ar fi să joace în echipa de baschet, să fie președintele elevilor, să țină o mare petrecere, să câștige concursul de științe. În acest sezon, Alex nu mai este cea care cauzează probleme, ci cea care le rezolvă, dar personalitatea ei rămâne aceeași. Max se îndrăgostește de o fată, care, pe parcurs, devine prima lui iubită.
Personajele secundare și invitații speciali îi includ pe Bill Chot, Dan Benson, Hayley Kiyoko, Moisés Arias, Fred Willard, Austin Butler, Ted McGinley, John O'Hurley, Wilmer Valderrama, Kate Flannery și Jeff Garlin. De asemenea acest sezon se bucură de un super-invitat special, Shakira.

## Episoade
Pentru mai multe informații, vezi și Lista episoadelor din Magicienii din Waverly Place. 
- Acest sezon are 30 de episoade.
- Acest sezon a fost filmat între 7 iulie 2009 și 23 Marie, 2010.
- Selena Gomez și David Henrie apar în toate episoadele.
- Jennifer Stone și David DeLuise a fost absenți pentru trei episoade.
- Jake T. Austin a fost absent pentru patru episoade.
- Maria Canals Barrera a fost absentă pentru șase episoade.

| # Serial | # Sezon | Titlu                                                           | Regizat de        | Scris de                                             | Premieră originală | Premieră, România | Cod     |
| --- | ------- | --------------------------------------------------------------- | ----------------- | ---------------------------------------------------- | ------------------ | ----------------- | ------- |
| 52 | 1       | „Fata frankenstein” „Franken-Girl”                              | Bob Koherr        | Peter Murrieta                                       | 9 octombrie 2009   | VFA               | 301     |
| Descrierea se va adauga după ce are loc premiera în România, pentru a nu dezvălui detalii ce pot dăuna audienței / profitului postului TV. |         |                                                                 |                   |                                                      |                    |                   |         |
| 53 | 2       | „Halloween” „Halloween”                                         | Bob Koherr        | Todd J. Greenwald                                    | 16 octombrie 2009  | VFA               | 302     |
| Descrierea se va adauga după ce are loc premiera în România, pentru a nu dezvălui detalii ce pot dăuna audienței / profitului postului TV. |         |                                                                 |                   |                                                      |                    |                   |         |
| 54 | 3       | „Vânătorul de monștrii” „Monster Hunter”                        | Bob Koherr        | Richard Goodman                                      | 23 octombrie 2009  | VFA               | 303     |
| Descrierea se va adauga după ce are loc premiera în România, pentru a nu dezvălui detalii ce pot dăuna audienței / profitului postului TV. |         |                                                                 |                   |                                                      |                    |                   |         |
| 55 | 4       | „Trei monștrii” „Three Monsters”                                | Victor Gonzalez   | Justin Varvara                                       | 30 octombrie 2009  | VFA               | 304     |
| Descrierea se va adauga după ce are loc premiera în România, pentru a nu dezvălui detalii ce pot dăuna audienței / profitului postului TV. |         |                                                                 |                   |                                                      |                    |                   |         |
| 56 | 5       | „O noapte la Lazerama” „A Night at the Lazerama”                | Victor Gonzalez   | Peter Murrieta                                       | 6 noiembrie 2009   | VFA               | 306     |
| Descrierea se va adauga după ce are loc premiera în România, pentru a nu dezvălui detalii ce pot dăuna audienței / profitului postului TV. |         |                                                                 |                   |                                                      |                    |                   |         |
| 57 | 6       | „Casa de păpuși” „Dollhouse”                                    | Jean Sagal        | Vince Cheung Ben Montanio                            | 20 noiembrie 2009  | VFA               | 305     |
| Descrierea se va adauga după ce are loc premiera în România, pentru a nu dezvălui detalii ce pot dăuna audienței / profitului postului TV. |         |                                                                 |                   |                                                      |                    |                   |         |
| 58 | 7       | „Harper și maratonul” „Marathoner Helper”                       | Victor Gonzalez   | Vince Cheung Ben Montanio                            | 4 decembrie 2009   | VFA               | 307     |
| Descrierea se va adauga după ce are loc premiera în România, pentru a nu dezvălui detalii ce pot dăuna audienței / profitului postului TV. |         |                                                                 |                   |                                                      |                    |                   |         |
| 59 | 8       | „Nu riști, nu câștigi” „You Muse, You Lose (Alex Charms a Boy)” | Bob Koherr        | Peter Murrieta                                       | 15 ianuarie 2010   | VFA               | 313     |
| Descrierea se va adauga după ce are loc premiera în România, pentru a nu dezvălui detalii ce pot dăuna audienței / profitului postului TV. |         |                                                                 |                   |                                                      |                    |                   |         |
| 60-61 | 9-10    | „Magicieni vs. Vârcolaci” „Wizards vs. Werewolves”              | Victor Gonzalez   | Perry Rein, Vince Cheung Ben Montanio, Gigi McCreery | 22 ianuarie 2010   | VFA               | 314-315 |
| Descrierea se va adauga după ce are loc premiera în România, pentru a nu dezvălui detalii ce pot dăuna audienței / profitului postului TV. |         |                                                                 |                   |                                                      |                    |                   |         |
| 62 | 11      | „Alex nu e pesimistă” „Positive Alex”                           | Victor Gonzalez   | Gigi McCreery Perry Rein                             | 26 februarie 2010  | VFA               | 308     |
| Descrierea se va adauga după ce are loc premiera în România, pentru a nu dezvălui detalii ce pot dăuna audienței / profitului postului TV. |         |                                                                 |                   |                                                      |                    |                   |         |
| 63 | 12      | „Detenție !” „Detention Election”                               | Bob Koherr        | Gigi McCreery Perry Rein                             | 19 martie 2010     | VFA               | 309     |
| Descrierea se va adauga după ce are loc premiera în România, pentru a nu dezvălui detalii ce pot dăuna audienței / profitului postului TV. |         |                                                                 |                   |                                                      |                    |                   |         |
| 64 | 13      | „Frate, aia e Shakira ?” „Dude Looks Like Shakira”              | Victor Gonzalez   | Peter Murrieta                                       | 16 aprilie 2010    | VFA               | 317     |
| Descrierea se va adauga după ce are loc premiera în România, pentru a nu dezvălui detalii ce pot dăuna audienței / profitului postului TV. |         |                                                                 |                   |                                                      |                    |                   |         |
| 65 | 14      | „Mănâncă până explodezi” „Eat to the Beat”                      | Guy Distad        | Richard Goodman                                      | 30 aprilie 2010    | VFA               | 310     |
| Descrierea se va adauga după ce are loc premiera în România, pentru a nu dezvălui detalii ce pot dăuna audienței / profitului postului TV. |         |                                                                 |                   |                                                      |                    |                   |         |
| 66 | 15      | „A treia roată” „Third Wheel”                                   | Robbie Countryman | Justin Varvara                                       | 30 aprilie 2010    | VFA               | 311     |
| Descrierea se va adauga după ce are loc premiera în România, pentru a nu dezvălui detalii ce pot dăuna audienței / profitului postului TV. |         |                                                                 |                   |                                                      |                    |                   |         |
| 67 | 16      | „Cea bună, cea rea, și Alex” „The Good, the Bad and the Alex”   | Victor Gonzalez   | Todd J. Greenwald                                    | 7 mai 2010         | VFA               | 312     |
| Descrierea se va adauga după ce are loc premiera în România, pentru a nu dezvălui detalii ce pot dăuna audienței / profitului postului TV. |         |                                                                 |                   |                                                      |                    |                   |         |
| 68 | 17      | „Show-ul din vestul sălbatic” „Western Show”                    | Bob Koherr        | Justin Varvara                                       | 14 mai 2010        | VFA               | 316     |
| Descrierea se va adauga după ce are loc premiera în România, pentru a nu dezvălui detalii ce pot dăuna audienței / profitului postului TV. |         |                                                                 |                   |                                                      |                    |                   |         |
| 69 | 18      | „Alex și tricourile” „Alex's Logo”                              | David DeLuise     | David Henrie                                         | 21 mai 2010        | VFA               | 318     |
| Descrierea se va adauga după ce are loc premiera în România, pentru a nu dezvălui detalii ce pot dăuna audienței / profitului postului TV. |         |                                                                 |                   |                                                      |                    |                   |         |
| 70 | 19      | „Tata mă gândăcește !” „Dad's Buggin' Out”                      | Guy Distad        | Todd J. Grenwald                                     | 4 iunie 2010       | VFA               | 319     |
| Descrierea se va adauga după ce are loc premiera în România, pentru a nu dezvălui detalii ce pot dăuna audienței / profitului postului TV. |         |                                                                 |                   |                                                      |                    |                   |         |
| 71 | 20      | „Prietena secretă a lui Max” „Max's Secret Girlfriend”          | Bob Koherr        | Gigi McCreery Perry Rein                             | 11 iunie 2010      | VFA               | 321     |
| Descrierea se va adauga după ce are loc premiera în România, pentru a nu dezvălui detalii ce pot dăuna audienței / profitului postului TV. |         |                                                                 |                   |                                                      |                    |                   |         |
| 72 | 21      | „Alex Russo le știe pe toate ?” „Alex Russo, Matchmaker ?”      | David DeLuise     | Vince Cheung Ben Montanio                            | 2 iulie 2010       | VFA               | 322     |
| Descrierea se va adauga după ce are loc premiera în România, pentru a nu dezvălui detalii ce pot dăuna audienței / profitului postului TV. |         |                                                                 |                   |                                                      |                    |                   |         |
| 73 | 22      | „Justin, delincventul” „Delinquent Justin”                      | Mary Lou Belli    | Justin Varvara                                       | 16 iulie 2010      | VFA               | 323     |
| Descrierea se va adauga după ce are loc premiera în România, pentru a nu dezvălui detalii ce pot dăuna audienței / profitului postului TV. |         |                                                                 |                   |                                                      |                    |                   |         |
| 74 | 23      | „Căpitanul Jim Bob Sherwood” „Captain Jim Bob Sherwood”         | Jean Sagal        | Richard Goodman                                      | 23 iulie 2010      | VFA               | 320     |
| Descrierea se va adauga după ce are loc premiera în România, pentru a nu dezvălui detalii ce pot dăuna audienței / profitului postului TV. |         |                                                                 |                   |                                                      |                    |                   |         |
| 75 | 24      | „Familia Russo vs. Familia Finkle” „Wizards vs. Finkles”        | Victor Gonzalez   | Peter Dirksen                                        | 30 iulie 2010      | VFA               | 325     |
| Descrierea se va adauga după ce are loc premiera în România, pentru a nu dezvălui detalii ce pot dăuna audienței / profitului postului TV. |         |                                                                 |                   |                                                      |                    |                   |         |
| 76 | 25      | „Totul despre tu-nivers” „All About You-Niverse”                | Bob Koherr        | Marcus Alexander Hart                                | 20 august 2010     | VFA               | 326     |
| Descrierea se va adauga după ce are loc premiera în România, pentru a nu dezvălui detalii ce pot dăuna audienței / profitului postului TV. |         |                                                                 |                   |                                                      |                    |                   |         |
| 77 | 26      | „Unchiul Ernesto” „Uncle Ernesto”                               | Bob Koherr        | Todd J. Greenwald                                    | 27 august 2010     | VFA               | 327     |
| Descrierea se va adauga după ce are loc premiera în România, pentru a nu dezvălui detalii ce pot dăuna audienței / profitului postului TV. |         |                                                                 |                   |                                                      |                    |                   |         |
| 78 | 27      | „Justin trece mai departe” „Moving On”                          | Robbie Countryman | Peter Murrieta                                       | 10 septembrie 2010 | VFA               | 324     |
| Descrierea se va adauga după ce are loc premiera în România, pentru a nu dezvălui detalii ce pot dăuna audienței / profitului postului TV. |         |                                                                 |                   |                                                      |                    |                   |         |
| 79-80 | 28-29   | „Magicieni dezlănțuiți” „Wizards Unleashed”                     | Victor Gonzalez   | Vince Cheung, Ben Montanio Justin Varvara            | 1 octombrie 2010   | VFA               | 329-330 |
| Descrierea se va adauga după ce are loc premiera în România, pentru a nu dezvălui detalii ce pot dăuna audienței / profitului postului TV. |         |                                                                 |                   |                                                      |                    |                   |         |
| 81 | 30      | „Magicieni expuși” „Wizards Exposed”                            | Bob Koherr        | Richard Goodman                                      | 15 octombrie 2010  | VFA               | 328     |
| Descrierea se va adauga după ce are loc premiera în România, pentru a nu dezvălui detalii ce pot dăuna audienței / profitului postului TV. |         |                                                                 |                   |                                                      |                    |                   |         |